# La Ferrière (Indre-et-Loire)
La Ferrière is een gemeente in het Franse departement Indre-et-Loire (regio Centre-Val de Loire) en telt 214 inwoners (1999). De plaats maakt deel uit van het arrondissement Tours.

## Geografie
De oppervlakte van La Ferrière bedraagt 15,2 km², de bevolkingsdichtheid is 14,1 inwoners per km².
De onderstaande kaart toont de ligging van La Ferrière (Indre-et-Loire) met de belangrijkste infrastructuur en aangrenzende gemeenten.

## Demografie
Onderstaande figuur toont het verloop van het inwonertal (bron: INSEE-tellingen).

1. ↑  Populations de référence 2022.